# Witold Damasiewicz
Witold Damazy Damasiewicz (ur. 11 grudnia 1919 w Wadowicach, zm. 6 stycznia 1996 w Krakowie) – polski artysta malarz, grafik i rysownik, pedagog. 
Syn Zygmunta Damasiewicza, nauczyciela filologii klasycznej w Państwowym Męskim Gimnazjum im. Marcina Wadowity w Wadowicach (1913-1937).

## Życiorys
Absolwent wadowickiego gimnazjum klasycznego, w którym do jego kolegów szkolnych zaliczał się Karol Wojtyła. 
W 1948 r. ukończył, rozpoczęte jeszcze przed wojną, studia na Wydziale Filologii Polskiej Uniwersytetu Jagiellońskiego w Krakowie.
Od 1945 studiował malarstwo w  Akademii Sztuk Pięknych w Krakowie pod kierunkiem Zbigniewa Pronaszki i Zygmunta Radnickiego, uzyskując dyplom w 1952. Podjął kurs malarstwa ściennego u Wacława Taranczewskiego. W czasie studiów wspólnie z Przemysławem Brykalskim, Andrzejem Wajdą i Janem Tarasinem był członkiem Grupy Samokształceniowej założonej w 1948 przez Andrzeja Wróblewskiego, grupującej zwolenników sztuki realistycznej, komunikatywnej, zaangażowanej społecznie. W konsekwencji wziął udział w Ogólnopolskiej Wystawie Młodej Plastyki "Przeciw wojnie - przeciw faszyzmowi" w warszawskim Arsenale w 1955 r.
W latach 1950–1954 pracował jako asystent Wydziału Malarstwa ASP w Krakowie, a następnie w latach 1954-1957 jako aspirant artystyczny. Od 1959 był członkiem grupy MARG (Malarstwo, Architektura, Rzeźba, Grafika). Twórczość i umiejętności pedagogiczne Damasiewicza docenił Józef Kluza, dyrektor Państwowego Liceum Sztuk Plastycznych w Krakowie, który zatrudnił artystę jako nauczyciela malarstwa i rysunku w 1958 roku. W 1980 roku przeszedł na emeryturę.
Zajmował się malarstwem i rysunkiem, tworzył projekty malarstwa ściennego. Do końca lat 50. malował obrazy figuratywne, utrzymane w duchu poarsenałowego ekspresjonizmu, czasem karykaturalnie deformujące postać ludzką. Od lat 60. tworzył prace abstrakcyjne, zbudowane z syntetycznych form, przypominających znaki. W późnym okresie malował też symetryczne kompozycje przypominające ikony. W swej twórczości sięgał po środki ekspresyjne i metaforyczne. Stworzył indywidualny styl obrazowania, pomiędzy abstrakcją aluzyjną a figuracją. Jego obrazy odznaczają się bogactwem form, precyzją i zarazem odwagą rozwiązań kolorystycznych oraz szczególnym sposobem operowania światłem, emanującym z wnętrza obrazu. Podstawę jego malarstwa stanowi kolor budujący formę i perfekcyjna, przemyślana w każdym szczególe kompozycja.
Wystawiał od 1951 w kraju i za granicą. W latach 90. jego obrazy zyskały uznanie na wystawach w Cork Art Society (Cork - Irlandia), Rebecca Hossack Art Gallery (Londyn), i na ostatniej za jego życia, dużej retrospektywnej wystawie w Pałacu Sztuki w Krakowie.

## Nagrody
- 1973 - Nagroda Galerii Arkady w Krakowie;
- 1976 - Złoty Medal Towarzystwa Przyjaciół Sztuk Pięknych w Krakowie;
- 1978 - Nagroda im. Jana Cybisa[1].

## Najważniejsze wystawy indywidualne
- 1956 - Salon Po Prostu, Teatr Żydowski, Warszawa;
- 1966 - Pałac Sztuki (oraz wystawa retrospektywna 1995), Kraków;
- 1973 - BWA, Tarnów;
- 1977 - Galerie am Prater, Berlin;
- 1993 - Cork Arts Society, Cork;
- 1994 - St. James Gallery, Londyn;
- 1995 - Witold Damasiewicz. Wystawa retrospektywna, Pałac Sztuki, Kraków;
- 2002 - Witold Damasiewicz. Malarstwo, Galeria Gołogórski, Kraków;
- 2010 - Witold Damasiewicz. Malarstwo. Obiekty, Galeria Nautilus, Kraków.

## Wybrane wystawy zbiorowe
- 1952 - Pałac Sztuki, Wystawa Grafiki Krakowskiego Okręgu ZPAP, Kraków;
- 1953 - Pałac Sztuki, Wystawa Grafiki Krakowskiego Okręgu ZPAP, Kraków;
- 1955 - Przeciw wojnie, przeciw faszyzmowi, Arsenał, Warszawa;
- 1957 - I Wystawa Młodego Malarstwa i Rzeźby, BWA, Warszawa;
- 1958 - II Wystawa Młodego Malarstwa i Rzeźby, BWA, Warszawa;
- 1959 - Ogólnopolska Wystawa Plastyki, Muzeum Miejskie, Radom;
- 1962 - Festiwal Polskiego Malarstwa Współczesnego, Krakowski Malary, Swaz Slovenskych Vytvarnych Umelcow, Bratysława;
- 1970 - W stronę romantyzmu, Filharmonia Narodowa, Warszawa;
- 1972 - Man and his World, Montreal;
- 1973 - The Connossieur in Poland Cracow Art. Festiwal, BWA, Kraków;
- 1974 - Kraków 74, Zachęta, Warszawa;
- 1984 - Art Contemporain Polonais Peinture et Grave, Museé des Beaux-Arts, Lyon; Consument Art ’84, Kunsthalle, Norymberga;
- 1984 - Laureaci Nagrody im. Jana Cybisa, Galeria Kordegarda, Warszawa.

Prace Witolda Damasiewicza są cenione, znajdują się w zbiorach m.in.: Ministerstwa Kultury i Sztuki, Muzeum Narodowego w Krakowie, Poznaniu i Toruniu, Urzędu Miasta Krakowa, Galerii Fundacji Karolyi w Vence (Francja) oraz w zbiorach prywatnych w Polsce i za granicą.